# Щипицыно
Щипи́цыно — деревня в Вохомском районе Костромской области России. Входит в состав Вохомского сельского поселения.

## География
Деревня находится в северо-восточной части Костромской области, в подзоне южной тайги, на левом берегу реки Вочка, при автодороге 34Н-11, у западной окраины посёлка Вохма, административного центра района. Абсолютная высота — 155 м над уровнем моря.

### Климат
Климат характеризуется как умеренно континентальный, с продолжительной холодной зимой и коротким умеренно тёплым летом. Средняя температура воздуха самого холодного месяца (января) — −13,7 °C (абсолютный минимум — −41,5 °C); самого тёплого месяца (июля) — 17,4 °C (абсолютный максимум — 32 °С). Годовое количество атмосферных осадков — 550—650 мм, из которых большая часть выпадает в тёплый период. Снежный покров устанавливается в середине ноября и держится до середины апреля. Господствующими ветрами являются южный и юго-западный.

## История
В 1987 году деревня была присоединена к посёлку Вохма. Упразднена в 2003 году. В 2013 году вновь выделена в самостоятельный населённый пункт и включена в состав сельского поселения.

## Население
| 2008 | 2014 |
| ---- | ---- |
| 0    | →0   |